# フリチョフ・バッケル＝グロンダール
フリチョフ・バッケル＝グロンダール（Fridtjof Backer-Grøndahl, 1885年10月15日 - 1959年6月21日）は、ノルウェーのピアニスト、作曲家、音楽教師。

## 生涯
バッケル＝グロンダールはクリスチャニア（現オスロ）に生まれた。父は指揮者、歌唱指導者のオラウス・アンドレアス・グロンダール、母はピアニストで作曲家のアガーテ・バッケル＝グロンダールである。まず母から音楽の手ほどきを受け、18歳でコンサートデビューを飾った。ベルリン芸術大学に入学、エルンスト・ルドルフの薫陶を受ける。他にエルンスト・フォン・ドホナーニ、フランツ・クサヴァー・シャルヴェンカからも個人的に指導を受けていた。
同郷の作曲家であり母の友人でもあったエドヴァルド・グリーグの『ピアノ協奏曲 イ短調』に関しては詳細な研究を行った。1905年からドイツと周辺諸国を巡る演奏旅行に赴き、1906年のアムステルダム、1907年のキールでは作曲者自身の指揮の下、この作品を演奏している。また、同作品の演奏に際してはヨハン・スヴェンセンとも共演している。
1920年から1930年にかけてはイギリスに居を構えてユニヴァーシティ・カレッジ・ロンドンで教鞭を執るとともに、コンサートを催してレパートリーであった自らの母やグリーグなどのノルウェーの作品を演奏した他、ベートーヴェン、ショパン、シューマン、ブラームスらの楽曲を取り上げた。
作曲家としてのバッケル＝グロンダールはピアノ小品や歌曲集を作曲した。わずかながらグリーグの『抒情小曲集』の録音が遺されている。また、母の作品の録音も行っている。
1959年、73歳でオスロに没した。

## 主要作品
- Op.1 3つのピアノ小品 （1903年4月）
- Op.2 ピアノのためのエチュード ハ長調 （1905年）
- Op.3 2つのピアノ小品 （1905年）
- Op.4 Bryllupsvis (En Myrtekrans er skjøn at se) （1908年）
- Op.6 2つのピアノ小品 （1908年）
- Op.7 幻想曲集 （1908年）
- Op.9 3つの性格的小品 （1910年）
- Op.10 スペイン風の気分 （1910年）
- Op.11 子どもの情景 （1916年）
- Op.11と12 3つのピアノ小品 （1917年）
- Op.13 気分 （1920年）
- Op.14 3つの歌曲 （1931年）
- Op.15 7つの歌曲 （1934年–1935年）
- Op.16 7つの歌曲 （1937年）
- Op.17 4つの歌曲 （1936年）
- Op.18 3つの歌曲 （1940年）
- Op.19 Kjærlighedshymne （1944年）
- Op.20 3つのピアノ小品 （1945年）
- Op.21 夢想 （1945年）
- Op.22 スケルツォ ("Trykkfeilsdjevelen") （1946年）
- クリスマスイヴ （1944年）
- Julestemning （幸福なクリスマス） （1943年）
- Norge i brand for Kristus (Norge i flammer) （1936年）